# 元帥海軍大将

元帥徽章。

元帥海軍大将（げんすいかいぐんたいしょう、英語: Marshal-Admiral）は、元帥府に列せられた海軍大将。通称は海軍元帥（かいぐんげんすい）。

## 元帥海軍大将一覧
元帥府に列せられた海軍大将は西郷従道から古賀峯一の進級まで合計13名。なお、補職について名称の変更があるものは代表的なもので統一している。表中の略語の意味は次の通りである。
GF：連合艦隊 CF：支那方面艦隊 F：艦隊 AF：航空艦隊
横鎮：横須賀鎮守府 呉鎮：呉鎮守府 佐鎮：佐世保鎮守府 舞鎮：舞鶴鎮守府 旅鎮：旅順鎮守府
| 姓名             | 肖像 | 受                                    | 出身                      | 海軍省              | 軍令部              | 司令長官        |
| ---------------- | ---- | ------------------------------------- | ------------------------- | ------------------- | ------------------- | --------------- |
| 西郷従道         |      | 1898年（明治31年）1月20日             | 鹿児島・草創              | 大臣                |                     |                 |
| 伊東祐亨         |      | 1906年（明治39年）1月31日             | 鹿児島・草創              | 軍務局長            | 部長                | GF              |
| 井上良馨         |      | 1911年（明治44年）10月31日            | 鹿児島・草創              | 軍務局長            | 部長                | 常備艦隊 横鎮   |
| 東郷平八郎       |      | 1913年（大正2年）4月21日              | 鹿児島・草創              |                     | 部長                | GF 舞鎮         |
| 有栖川宮威仁親王 |      | 1913年（大正2年）7月7日（死後追贈）   | 皇族・草創                |                     |                     |                 |
| 伊集院五郎       |      | 1917年（大正6年）5月26日              | 鹿児島・英海大            |                     | 部長、次長 作戦部長 | 1F、2F          |
| 東伏見宮依仁親王 |      | 1922年（大正11年）6月27日（死後追贈） | 皇族・仏海兵              |                     |                     | 2F 横鎮         |
| 島村速雄         |      | 1923年（大正12年）1月8日（死後追贈）  | 高知・7期                 |                     | 部長                | 2F 佐鎮         |
| 加藤友三郎       |      | 1923年（大正12年）8月24日（死後追贈） | 広島・7期                 | 大臣、次官 軍務局長 |                     | 1F 呉鎮         |
| 伏見宮博恭王     |      | 1932年（昭和7年）5月27日              | 皇族・独海大 （18期相当） |                     | 総長                | 2F 佐鎮         |
| 山本五十六       |      | 1943年（昭和18年）4月18日（死後追贈） | 新潟・32期                | 次官                |                     | GF              |
| 永野修身         |      | 1943年（昭和18年）6月21日             | 高知・28期                | 大臣                | 総長、次長          | GF 横鎮         |
| 古賀峯一         |      | 1944年（昭和19年）3月31日（死後追贈） | 佐賀・34期                |                     | 次長                | GF、CF、2F 横鎮 |